# Trésor de la rue Vieille-du-Temple

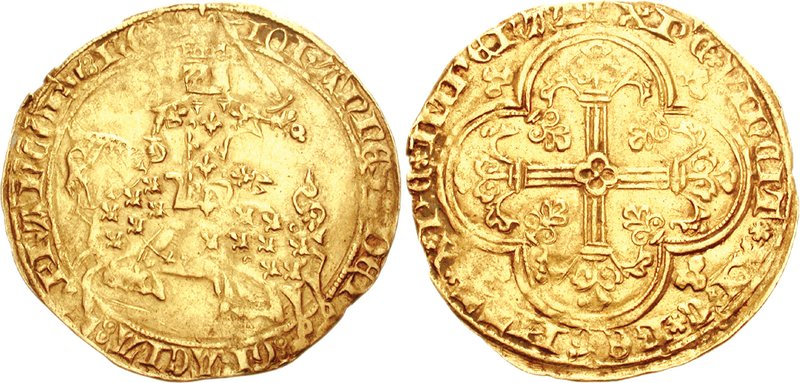
Le Franc à cheval de Jean II le Bon présent dans le trésor.

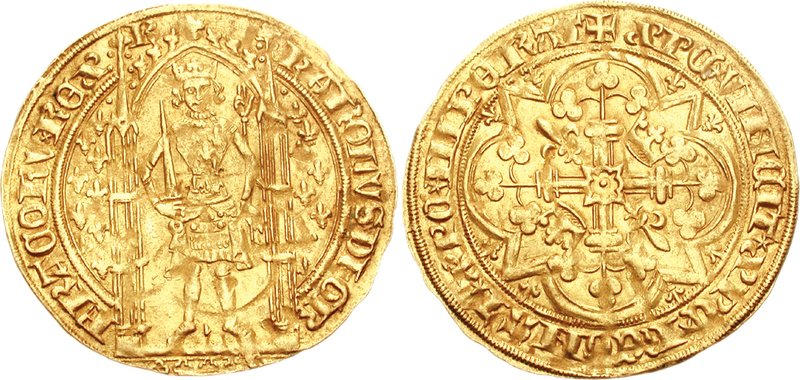
Le Franc à pied de Charles V présent dans le trésor.

Le Trésor de la rue Vieille-du-Temple est un trésor de 7 822 monnaies d'or du XIVe siècle et XVe siècle découvert fortuitement le 6 juin 1882 lors de la démolition de l'hôtel du maréchal d'Effiat pour créer une nouvelle rue au niveau du no 26 de la rue Vieille-du-Temple dans le 4e arrondissement de Paris.

## Découverte
En 1882, une opération immobilière est mise sur pied pour détruire l'hôtel du maréchal d'Effiat en créant une rue permettant de faire communiquer la rue Vieille-du-Temple avec la rue des Écouffes. De chaque côté de cette nouvelle voie des immeubles de rapports pourront être construits. Au cours des travaux, le 6 juin, un grand récipient de cuivre est trouvé enterré dans le jardin de l'Hôtel, il contenait les 7 822 monnaies d'or. Le trésor n'est pas dispersé et son étude a pu être menée et publiée.

## Composition du trésor
Toutes les pièces étaient des écus d'or, sauf 3 fausses pièces, une en plomb doré et deux en argent doré. Toutes les pièces étaient en bon état, sauf soixante très usées. Elles sont décomposées comme suit :
- 1010 pièces de Jean II le Bon, principalement le Franc à cheval, avec beaucoup de variantes.
- 6199 pièces de Charles V, le lot le plus important, le Franc à pied dont les dernières frappes datent de 1380.
- 550 pièces féodales de diverses origines dont certaines très rares, les deux groupes les plus importants étant Jeanne de Naples, 373 exemplaires et Louis Ier d'Anjou, comte de Provence, 100 exemplaires.

Au total, ces 7 822 pièces d'un poids moyen de 3,80 grammes représentent un poids d'environ 29 kilogrammes d'or. L'origine d'un tel trésor reste mystérieux, sa date d'enfouissement se situe vers 1380. On pourrait le relier à la révolte des Maillotins, un soulèvement sanglant contre les impôts royaux excessifs qui se termina à Paris, en 1382, par l'exécution de nombreux bourgeois, un de ceux-ci aurait caché son magot avant d'être arrêté.

## Postérité
Le trésor a pu être étudié par un numismate, M. Stédransky qui en publie la composition deux mois après sa découverte. Les monnaies sont mises en vente aux enchères le 15 février 1883 et le musée Carnavalet se porte acquéreur du vase de cuivre et de quelques exemplaires des monnaies. La rue nouvelle qui a causé la découverte est baptisée rue du Trésor. C'est finalement une impasse qui se termine par une fontaine adossée à un mur, la fontaine du Trésor.